# 全国人民代表大会华侨委员会
全国人民代表大会华侨委员会（简称全国人大华侨委员会），是中华人民共和国最高国家权力机关全国人民代表大会设立的专门委员会之一。

## 沿革
根据《中华人民共和国宪法》第七十条和《中华人民共和国全国人民代表大会组织法》第三十五条关于全国人民代表大会设立专门委员会的规定，1983年6月7日第六届全国人民代表大会第一次会议表决设立全国人民代表大会华侨委员会。
2016年12月12日第十二届全国人民代表大会常务委员会第八十四次委员长会议原则通过，2017年4月11日第十二届全国人民代表大会常务委员会第九十三次委员长会议修改的《全国人大常委会2017年工作要点》中称，已设立全国人大各专门委员会分党组，以便“加强专门委员会党的工作和党的建设”。

## 组织结构
《中华人民共和国全国人民代表大会组织法》第三十五条规定，“各专门委员会由主任委员、副主任委员若干人和委员若干人组成。”“各专门委员会的主任委员、副主任委员和委员的人选，由主席团在代表中提名，大会通过。在大会闭会期间，全国人民代表大会常务委员会可以补充任命专门委员会的个别副主任委员和部分委员，由委员长会议提名，常务委员会会议通过。”

## 职责
全国人大华侨委员会受全国人民代表大会领导；在全国人民代表大会闭会期间，受全国人民代表大会常务委员会领导。全国人大华侨委员会在全国人大及其常委会的领导下，研究、审议和拟订有关议案。具体职责有：
1. 审议全国人民代表大会主席团或者全国人大常委会交付审议的与侨务有关的议案，提出审议结果的报告。
2. 向全国人民代表大会主席团或者全国人大常委会提出属于全国人大或者全国人大常委会职权范围内的与侨务有关的议案或者法律案。
3. 向全国人大常委会提出与侨务有关的五年立法规划和年度立法计划的建议。参与审议列入常委会会议议程的法律案。
4. 对其他国家机关负责起草的与侨务有关的法律案，提前了解起草情况，并在该法律案提请全国人大常委会审议时，先行组织审议，提出审议报告。
5. 审查全国人大常委会交付的被认为与宪法、法律相抵触的与侨务有关的行政法规、地方性法规、自治条例和单行条例以及司法解释等规范性文件，并提出审查结果的报告。
6. 审议全国人民代表大会主席团或者全国人大常委会交付的质询案，听取受质询机关对质询的答复。必要时，向全国人民代表大会主席团或者全国人大常委会提出报告。
7. 调查研究与侨务有关的新情况和重大问题，向有关部门提出建议。根据需要，召开会议听取有关部门开展涉侨工作情况的介绍，提出改进和加强有关工作的意见和建议。必要时，向全国人大常委会提出与侨务有关的执法检查和听取专项工作报告的建议。
8. 委员会就职权范围内的问题，可以按专题成立小组，围绕海外侨胞和归侨侨眷反映的重点难点问题进行调研，提出调研报告，必要时，将调研报告提交全国人大常委会和有关涉侨部门。
9. 协助全国人大常委会组织与侨务有关的法律实施情况的执法检查；协助全国人大常委会做好听取和审议“一府两院”与侨务有关的专项工作报告的有关工作。
10. 对全国人大常委会办事机构交由“一府两院”承办的与侨务有关的重点建议、批评和意见，进行督办。
11. 在全国人民代表大会会议举行前，参加全国人大有关专门委员会召开的听取国务院有关主管部门就国民经济和社会发展计划及计划执行情况、国家预算及预算执行情况的主要内容的汇报会议，提出意见。
12. 接待、办理海外侨胞和归侨侨眷的来访、来信。
13. 开展与本委员会有关的外事活动。
14. 联系全国人大归侨代表和地方人大侨务部门。
15. 完成全国人大及其常委会、委员长会议交办的其他任务。

## 办事机构[5]
- 办公室[6]
  - 秘书处
  - 国外处
- 法案室[6][7]
  - 议案处
  - 调研处

## 历届组成人员
- 第六届全国人民代表大会华侨委员会（主任委员：叶飞）
- 第七届全国人民代表大会华侨委员会（主任委员：叶飞）
- 第八届全国人民代表大会华侨委员会（主任委员：杨泰芳）
- 第九届全国人民代表大会华侨委员会（主任委员：甘子玉）
- 第十届全国人民代表大会华侨委员会（主任委员：陈光毅）
- 第十一届全国人民代表大会华侨委员会（主任委员：高祀仁）
- 第十二届全国人民代表大会华侨委员会（主任委员：白志健）
- 第十三届全国人民代表大会华侨委员会（主任委员：王光亚）[1]
- 第十四届全国人民代表大会华侨委员会（主任委员：于伟国）